# Klaus Wiesehügel

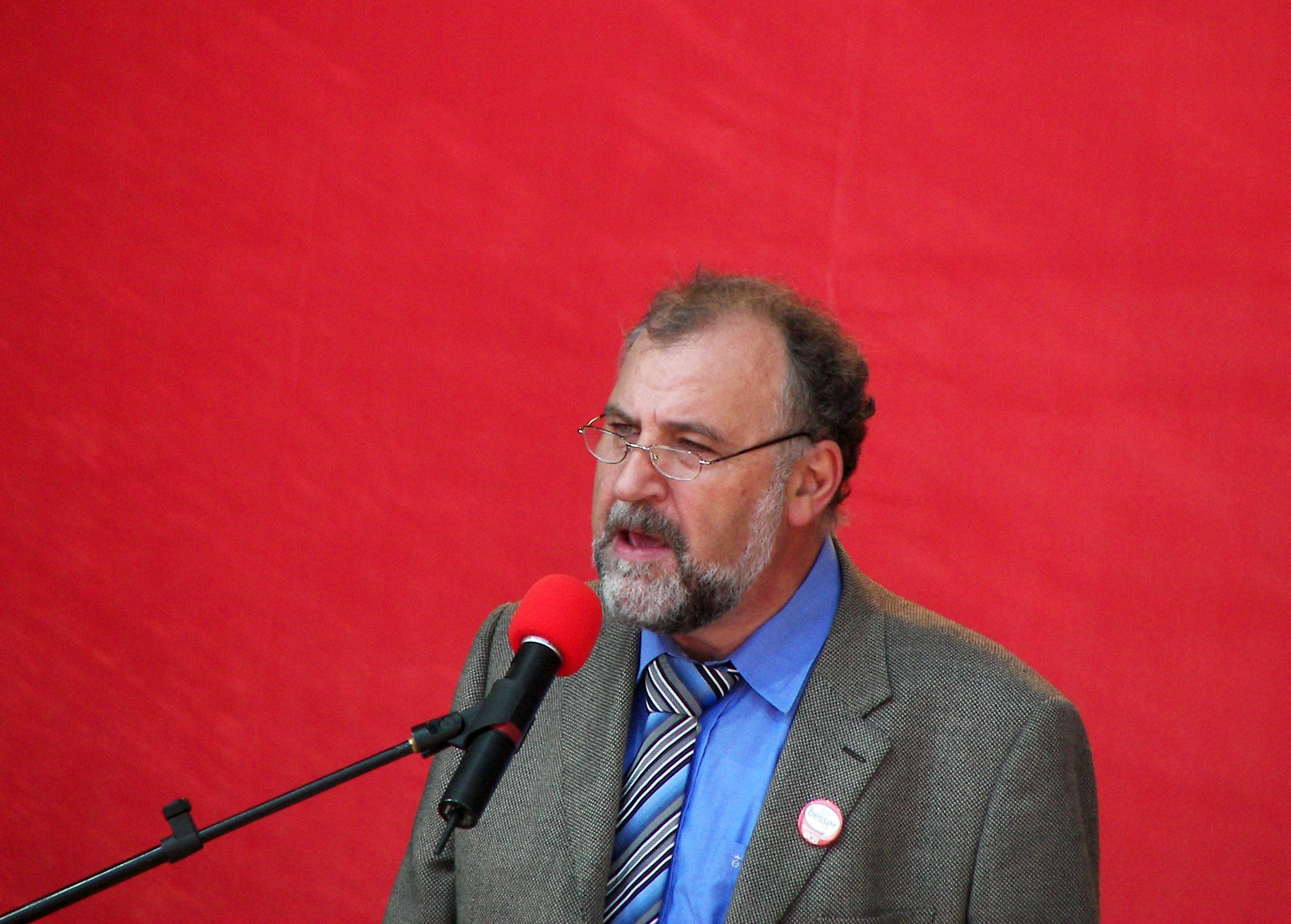
Klaus Wiesehügel (2006)

Klaus Wiesehügel (* 1. Mai 1953 in Mülheim an der Ruhr) ist ein deutscher Gewerkschafter und Politiker (SPD). Von 1995 bis 2013 war er Bundesvorsitzender der IG Bauen-Agrar-Umwelt (IG BAU). Von 1998 bis 2002 war er Mitglied des Bundestages.

## Leben und Wirken
Wiesehügel wurde als Sohn eines Betonbauers geboren. Bis 1958 lebte er auf dem Bauernhof seines Großvaters. Nach dem Abschluss der Fachoberschule (FOS) erlernte er von 1969 bis 1972 den Beruf des Betonbauers. Anschließend arbeitete er bis 1974 beim Baukonzern Hochtief. 1974 wurde er Nachwuchssekretär der Industriegewerkschaft Bau-Steine-Erden (IG BSE). 1975 besuchte er für ein Jahr die Sozialakademie Dortmund (SAD). 1978 bis 1983 war er Sekretär der gewerkschaftlichen Bezirksverbände Mülheim/Oberhausen und Krefeld.
1995 wurde Wiesehügel in der Nachfolge von Bruno Köbele zum Bundesvorsitzenden der IG BAU gewählt und stand bis 2013 an der Spitze der viertgrößten Einzelgewerkschaft im DGB. 2002 beendete Wiesehügel einen Arbeitskampf erfolgreich – den ersten Bauarbeiterstreik seit dem Zweiten Weltkrieg überhaupt. 2005 wurde Wiesehügel mit 94,1 Prozent der Stimmen bestätigt – sein bestes Ergebnis.
In der 14. Wahlperiode (1998 bis 2002) war Wiesehügel Abgeordneter der SPD im Deutschen Bundestag (Wahlkreis 138 Frankfurt am Main I - Main-Taunus) und einer der schärfsten internen Kritikern des damaligen Bundeskanzlers Gerhard Schröder. Er gilt als einer der Hauptinitiatoren eines SPD-internen Gegenpapiers zum so genannten Schröder-Blair-Papier, dem Vorgänger der Agenda 2010. Die „Rente mit 67“ bekämpfte die IG BAU unter Wiesehügels Führung unter allen DGB-Gewerkschaften am heftigsten. Als Mitglied der sogenannten Rürup-Kommission während der 15. Wahlperiode gab er gemeinsam mit anderen gewerkschaftlich orientierten Kommissionsmitgliedern ein Minderheitenvotum ab.
Im Mai 2013 trat Wiesehügel für die Bereiche Arbeit und Soziales als erstes Mitglied in das „Kompetenzteam“ des SPD-Kanzlerkandidaten Peer Steinbrück ein, der Schröders Agenda-2010-Politik weiterhin verteidigte. Gleichzeitig kündigte Wiesehügel an, beim nächsten Gewerkschaftstag der IG Bauen-Agrar-Umwelt eine Woche vor der Bundestagswahl im September 2013 nicht mehr für den Bundesvorsitz zu kandidieren. Wiesehügel war inzwischen von seiner grundsätzlichen Gegnerschaft zur Rente mit 67 abgerückt. In einem Zeitungsinterview kurz nach der Wahl beanspruchte er das Arbeitsministerium der neuaufgelegten Großen Koalition für sich. Die SPD beauftragte aber die SPD-Generalsekretärin Andrea Nahles mit der Führung der Koalitionsverhandlungen im Bereich Arbeit und Soziales. Nahles wurde 2013 Arbeits- und Sozialministerin, während Wiesehügel ohne politisches Amt oder Mandat blieb.
Wiesehügel war von 2005 bis 2013 der erste Präsident der Bau- und Holzarbeiter Internationale (BHI), die im Dezember 2005 aus einer Fusion des Internationalen Bundes der Bau- und Holzarbeiter (IBBH) und des Weltverbandes der Bau- und Holzarbeiterorganisationen (WVBH) entstand. Der BHI repräsentiert ca. 12 Millionen Gewerkschaftsmitglieder aus 130 Ländern.
Seit 2014 ist Wiesehügel Präsident des Vorstandes der IG-BAU-Stiftung Soziale Gesellschaft – Nachhaltige Entwicklung.

## Kritik
Im Jahr 2010 vereinbarte die IG Bau unter Wiesehügel, der Mitglied des Hochtief-Aufsichtsrats war, in der Auseinandersetzung um die Übernahme der Aktienmehrheit des deutschen Baukonzerns Hochtief durch die spanische Grupo ACS, dass Hochtief eigenständige Gesellschaft nach deutschem Aktienrecht bleibe, deutsche Tarifverträge und Betriebsvereinbarungen respektiert würden und ACS als Mehrheitsaktionär gegenüber dem Vorstand nicht auf betriebsbedingte Kündigungen drängen werde. Dafür wurde Wiesehügel von der Deutschen Schutzvereinigung für Wertpapierbesitzer und dem Betriebsrat der Hochtief AG heftig kritisiert. Man warf ihm vor, durch die Vereinbarung die Übernahme erst ermöglicht zu haben. Die Belegschaftsvertreter und der damalige Hochtief-Vorstandsvorsitzende Herbert Lütkestratkötter bezeichneten den von Wiesehügel unterstützten Vorgang als „feindliche Übernahme“. Ziel von ACS sei das Ausschlachten des deutschen Baukonzerns. Nach späteren Presseberichten hätten sich die Befürchtungen bestätigt, das Ausschlachten begonnen und der Vorstands- und der Betriebsratsvorsitzende ihre Posten verloren, während Wiesehügel als Aufsichtsrat weiterhin im Amt sei.
Während seiner Amtszeit als IG BAU-Bundesvorsitzender sank die Zahl der Beschäftigten im Baugewerbe von 1,3 Mio. im Jahr 1996 um 43 Prozent auf 740 Tsd. im Jahr 2011, während die Zahl der Gewerkschaftsmitglieder von 692.466 (1996) um 56 Prozent auf 297.763 (2012) zurückging, also deutlich stärker. Nach Wiesehügels Rückzug aus der Gewerkschaftsführung 2013 zogen Funktionäre der IG BAU eine negative Bilanz. Die IG BAU habe keine attraktiven Kampagnen für ihre Kernbranchen mehr, gute Ansätze seien in internem Kompetenzgerangel zerrieben worden und eine Gegenstrategie zu den sinkenden Mitgliederzahlen nicht zu erkennen. Die IG Metall habe im Gegensatz dazu Erfolg. Kritisiert wurde auch Wiesehügels Führungsstil, der zu „unzusammenhängender Arbeit“ und „sinnlosen Werbemaßnahmen“ geführt habe.